# FK Kryvbas Kryvyj Rih (2020)
FK Kryvbas Kryvyj Rih (ukrajinsky Кривбас Кривий Ріг) je ukrajinský fotbalový klub se sídlem v městě Kryvyj Rih. Klub soutěží v 1. ukrajinské lize. V sezóně 2024/2025 hrál klub předkola Evropské ligy a Konferenční ligy. Klub původně nesl jméno Hirnyk Kryvyj Rih, v roce 2020 se restrukturalizoval na Kryvbas.

## Účast v evropských soutěžích
| Sezóna  | Soutěž           | Kolo     | Soupeř         | Doma | Venku | Celkem |  |
| ------- | ---------------- | -------- | -------------- | ---- | ----- | ------ |  |
| 2024/25 | Evropská liga    | 3. kolo  | Viktoria Plzeň | 1:2  | 0:1   | 1:3    |  |
| 2024/25 | Konferenční liga | Play-off | Real Betis     | 0:2  | 0:3   | 0:5    |  |

## Umístění dle sezóny
| Sezóna                | Soutěž                                | Umístění | Z  | V  | R | P  | VG | OG | B  | Pohár      | Evropské soutěže | Evropské soutěže | Poznámky                    |
| --------------------- | ------------------------------------- | -------- | -- | -- | - | -- | -- | -- | -- | ---------- | ---------------- | ---------------- | --------------------------- |
| FK Hirnyk Kryvyj Rih  |                                       |          |    |    |   |    |    |    |    |            |                  |                  |                             |
| 2017/2018             | 4. liga Amatérské mistrovství (sk. 3) | 5        | 16 | 6  | 2 | 8  | 44 | 35 | 20 | -          | -                | -                | Postup                      |
| 2018/2019             | 3. liga Druha liha (sk. B)            | 3        | 27 | 15 | 6 | 6  | 53 | 33 | 51 | Osmifinále | -                | -                | -                           |
| 2019/2020             | 3. liga Druha liha (sk. B)            | 4        | 20 | 10 | 3 | 7  | 33 | 22 | 33 | 1. kolo    | -                | -                | -                           |
| FK Kryvbas Kryvyj Rih |                                       |          |    |    |   |    |    |    |    |            |                  |                  |                             |
| 2020/2021             | 3. liga Druha liha (sk. B)            | 2        | 21 | 14 | 5 | 2  | 50 | 14 | 47 | 3. kolo    | -                | -                | Postup                      |
| 2021/2022             | 2. liga Perša liha                    | 2        | 20 | 12 | 6 | 2  | 38 | 17 | 42 | 1. kolo    | -                |                  | Postup                      |
| 2022/2023             | 1. liga Premier Liha                  | 7        | 30 | 12 | 5 | 13 | 26 | 30 | 41 | Ne         | -                | -                | -                           |
| 2023/2024             | 1. liga Premier Liha                  | 3        | 30 | 17 | 6 | 7  | 51 | 30 | 57 | 3. kolo    | -                | -                | -                           |
| 2024/2025             | 1. liga Premier Liha                  | 6        | 9  | 4  | 2 | 3  | 8  | 8  | 14 | Osmifinále | Evropská liga    | 3. kolo          | Konferenční liga – play-off |